# Organització Nacional Assíria
Organització Nacional Assíria és una associació política i cultural assíria siríaca establerta al Canadà. Està dirigida per Eshia Esho que va participar en la fundació de la Unió Siríaca Europea i és l'ànima del moviment. El 2002 va ingressar a l'Aliança de Forces Nacionals Iraquianes.